# Sevendust
Sevendust est un groupe de nu metal américain, originaire d'Atlanta, en Géorgie. Le style musical du groupe est dans la lignée de Korn et Deftones. Formé en 1994 sous le nom de Crawlspace, leur carrière commence rapidement. Après quelques changements de nom, les membres s'accordent sur Sevendust et publient leur premier album éponyme en avril 1997. Ils atteignent le succès et l’album est certifié triple disque d'or par la RIAA, et comptent des millions d'exemplaires vendus à l'international.
Le premier album compte 311 exemplaires vendus la première semaine. Cependant, grâce aux tournées et au soutien du label TVT Records, l'album se classe dans le Billboard et est certifié disque d'or. Depuis sa formation, Sevendust compte quatorze albums studio, atteint plusieurs fois les classements, et est certifié à plusieurs reprises disque d'or. Ils rééditent leur premier album sous le titre de Sevendust: Definitive Edition qui comprend cinq nouvelles chansons et un DVD.

## Biographie

### Débuts etSevendust(1994–1998)

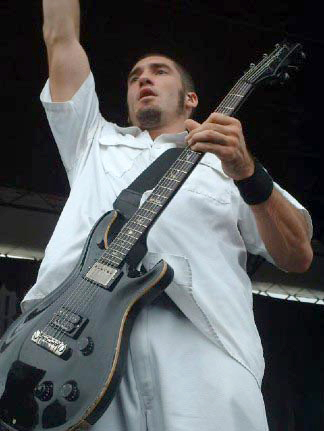
Clint Lowery est l'un des auteurs-compositeurs du groupe.

Le bassiste Vince Hornsby se joint au batteur Morgan Rose en 1994 dans un groupe local appelé Snake Nation. John Connolly, un batteur, quitte son groupe pour se joindre à Snake Nation comme guitariste. Ils enregistrent leur première démo. Insatisfait de la partie vocale, cependant, Snake Nation passe un an à chercher un nouveau chanteur avant de trouver Lajon Witherspoon. Six mois passent, Clint Lowery se joint au groupe, et ils se renomment Rumblefish.
Rumblefish n'est cependant que de courte durée, car un autre groupe porte le même nom. Ils se renomment Crawlspace, et publient My Ruin sur la bande-son du film Mortal Kombat intitulée Mortal Kombat: More Kombat publié au label TVT Records en 1996. Peu après, un autre groupe nommé Crawlspac' leur demande 2 500 $ pour les droits de leur nom. Plutôt que de racheter les droits, le groupe se renomme Sevendust, qui s'inspire d'une marque d'insecticide appelée Sevin Dust. La chanson Rumble Fish est incluse dans leur deuxième album, Home.
Sevendust publie son premier album homonyme, Sevendust, produit en partie par le guitariste de Twisted Sister, Jay Jay French le 15 avril 1997, connu pour ses riffs lourds, sa voix énervée et ses morceaux de batterie thrash, dans des chansons comme Black et Bitch. Black devient le thème d'ouverture de quasiment tous les concerts de Sevendust jusqu'en 2004. Le premier album contient également My Ruin, issue de la bande-son de Mortal Kombat. Sevendust atteint le Billboard 200 pendant seize semaines, et la 165e place du classement le 4 avril 1998. L'album est certifié disque d'or par la RIAA le 19 mai 1999.
En 1998, Sevendust joue au Dynamo Open Air du 29 au 31 mai, et à l'Ozzfest 1998 entre juillet et août. Dans la même année, ils publient la compilation Live and Loud qui comprend leur performance du 16 septembre 1998 au métro de Chicago.

### HomeetAnimosity(1999–2002)
Le 24 août 1999, ils publient leur deuxième album, Home. L'album atteint la 19e place du Billboard 200 et fait participer Skin de Skunk Anansie et Chino Moreno de Deftones au chant. Les deux singles de l'album, Denial et Waffle, réussit à les populariser modérément, et ce dernier est joué au Late Night with Conan O'Brien. Ils participent au Woodstock 1999 et tournent avec plusieurs groupes comme Korn, Staind, Nonpoint, Reveille, Godsmack, Mudvayne, Mushroomhead, Powerman 5000, Creed, Kid Rock, Machine Head, Limp Bizkit, Disturbed, et Metallica. En 1999, ils se popularisent en Europe en ouvrant pour Skunk Anansie à plusieurs concerts en Allemagne. Skin de Skunk Anansie pparticipe au chant de la chanson Licking Cream off Home. Ils ouvrrent aussi pour Kid Rock et Ted Nugent de Metallica au réveillon du nouvel an 1999 au Pontiac Silverdome près de Détroit, dans le Michigan. Ils se joignent aussi à Slipknot, Coal Chamber et autres à la tournée Tattoo the Earth Tour en juin 2000. En 2000 toujours, la chanson Fall est enregistrée par la productrice Sylvia Massy en 1998 aux Southern Tracks d'Atlanta, en Géorgie. Fall apparait dans la bande-son du film Scream 3.
En novembre 2001, le groupe enregistre son troisième album, Animosity. L'album est certifié disque d'or et fait remporter au groupe un succès commercial grâce aux singles Praise et Angel's Son, qui atteignent les 15e et 11e places, respectivement, des Mainstream Rock Tracks. En 2002, ils reprennent la chanson du catcheur Chris Jericho pour la compilation WWF Forceable Entry. Angel's Son est un hommage à Lynn Strait, chanteur du groupe Snot, avec qui les membres de Sevendust étaient amis. Strait est décédé dans un accident de voiture en 1998. En 2001 toujours, Sevendust participe au film Down to Earth de Chris Rock. Un autre ami du groupe, Dave Williams, chanteur de Drowning Pool, décède en 2002. Il est suivi de la mort du petit frère de Lajon Witherspoon qui sera tué par balle plus tard dans l'année. Après cette tragédie, Sevendust se met en pause en 2002.

### Seasons,Nextet départ de Clint Lowery (2003–2005)
En 2003, Sevendust revient avec un quatrième album, Seasons. L'album débute 14e aux États-Unis avec 68 000 exemplaires vendus la première semaine. Il comprend le single Enemy, qui atteint la 10e place du Mainstream Rock Chart. Enemy devient le thème officiel du WWE Unforgiven 2003. Il comprend aussi Broken Down et Face to Face dont le succès est plus mitigé.
En 2004, pour la première fois dans l'existence du groupe, ils publient un album live en format double CD/DVD intitulé Southside Double-Wide: Acoustic Live. Le CD et le DVD comprennent une reprise de la chanson Hurt de Nine Inch Nails, dédiée à Johnny Cash. Le 11 décembre 2004, après un concert à Columbus, dans l'Ohio, Clint Lowery est annoncé hors du groupe en milieu de tournée, pour jouer dans le nouveau groupe de frère Corey Lowery, Dark New Day, qui aurait signé au label Warner Bros. Records. Il est finalement remplacé par Sonny Mayo (de Snot et Amen). À peu près à cette même période, Sevendust et TVT Records se séparent.
Le 11 octobre 2005, Sevendust se joignent à leur ami et producteur Shawn Grove et publient leur cinquième album, Next, au label WineDark Records, distribué par Universal Music. Entretemps, Sevendust lance son propre label, 7Bros Records. L'album est enregistré dans le studio privé d'un couple hors d'Atlanta, où Creed avait enregistré l'album I/Veafhered. Leur premier single extrait de Next, Ugly, est diffusé à la radio le 9 août 2005, suivi par un clip. La chanson Pieces fait partie de la bande-son du film Saw II. Next se classe 20e aux États-Unis. Peu après la sortie de Next, l'ancien label de Sevendust, TVT Records, publie un best-of du groupe intitulé Best of (Chapter One 1997–2004), leur dernier album au label.

### Alpha,Chapter VII: Hope and Sorrowet retour de Clint (2006–2008)

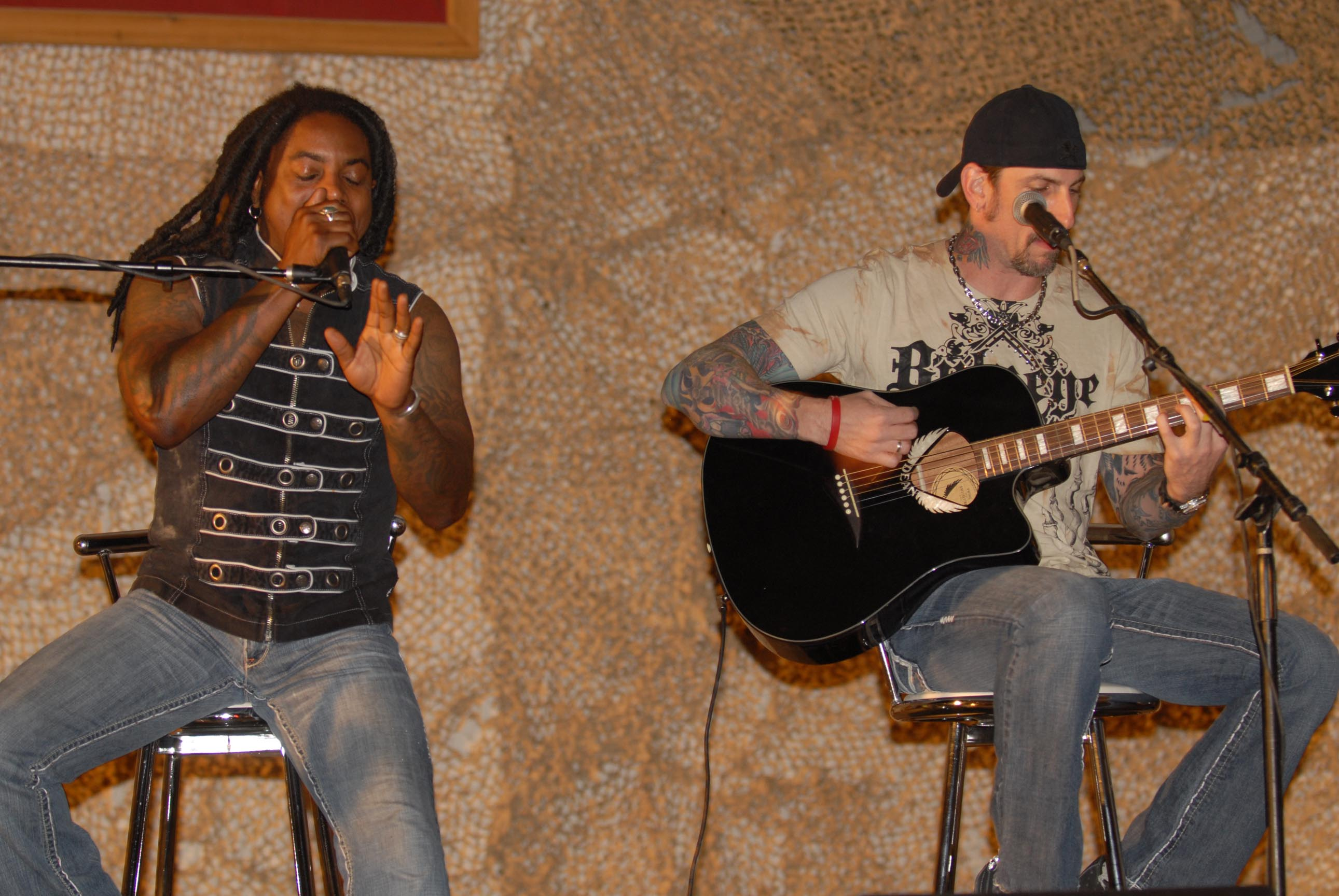
Sevendust au Bagram Air Field, en Afghanistan.

Au début de 2006, le groupe se retrouve en dépôt de bilan. WineDark Records implose, les laissant sans moyen de distribution, notamment. Le groupe doit de l'argent aux membres de tournée et leurs crédits sont abyssaux, ces déboires les forçant notamment à annuler une tournée européenne.
Sevendust (avec Shawn Grove comme producteur et ingénieur), publie son sixième album, Alpha, le 6 mars 2007. L'album débute 14e aux États-Unis. Il comprend le single Deathstar, le hit single Driven et un top 40 Beg to Differ. Alpha est le deuxième album du groupe à faire participer Sonny Mayo à la guitare rythmique. Alpha est aussi le premier album du groupe publié au label Asylum Records affilié à Warner, faisant de Sevendust le premier groupe de rock sur ce label. Le groupe se lance dans une tournée de 57 dates en tête d'affiche du 8 février 2007 au 28 avril 2007. Le groupe Diecast, le supergroupe Invitro, et le groupe de rock moderne Red y accompagnent Sevendust.
Retrospective 2, un combo CD/DVD comprenant des chansons inédites, des vidéos de concerts inédites, et leurs nouvelles chansons Beg to Differ, Ugly, Pieces, et Driven, est publié le 11 décembre 2007. La chanson The Rim est uniquement publiée aux magasins Target. Feed et Driven font partie de la bande-son du jeu vidéo WWE SmackDown vs. Raw 2008.
Sevendust est encore rejoint par Shawn Grove, et retourne en studio en fin novembre 2007 pour finir son septième album, Chapter VII: Hope and Sorrow. L'album est initialement prévu pour mars 2008, mais ensuite repoussé au 1er avril. L'album débute 19e du Billboard 200 et fait participer le chanteur de Daughtry, Chris Daughtry, et les membres d'Alter Bridge Myles Kennedy et Mark Tremonti. Le premier single de l'album, Prodigal Son, atteint la 19e place du Mainstream Rock Chart.

### Cold Day Memory(2009–2011)
En décembre 2008, Sevendust tourne avec Black Stone Cherry, puis en janvier 2009, tourne aux côtés de Disturbed, et joue à quelques concerts pour les troupes américaines en Irak et en Afghanistan au printemps. Sevendust publie un coffret en édition très limitée en novembre 2008 intitulé Packaged Goods. Avant d'aller en studio pour enregistrer un huitième album, le groupe joue en tête d'affiche à la tournée End of Summer Scorcher organisée et sponsorisée par 98KUPD à Phoenix, dans l'Arizona, le 26 septembre 2009. Ils sont accompagnés de Corey Taylor, Five Finger Death Punch, Shadows Fall et Otep.
En octobre 2009, Sevendust commence à enregistrer Cold Day Memory à Chicago avec le producteur Johnny K, également producteur de groupes comme Disturbed, Staind, Finger Eleven, et 3 Doors Down. Le 6 février 2010, le groupe laisse filtrer la chanson Forever Dead sur leur site web. Unraveling est aussi publiée sur iTunes le 2 mars. Le 17 mars, le groupe diffuse Last Breath à la radio. Le lendemain, Confessions (Without Faith) est jouée à la radio. Le groupe publie son huitième album, Cold Day Memory, le 20 avril 2010. Le premier single officiel, Unraveling atteint la 29e place des Rock Songs et le CD est propulsé à la 29e place du Billboard 200. L'album comprend aussi deux autres singles, Forever et Last Breath.
Sevendust tourne avec Chevelle, Shinedown, Puddle of Mudd, et 10 Years au Carnival of Madness en été 2010. Le groupe réédite son premier album sous le titre Sevendust: Definitive Edition, qui comprend cinq nouvelles chansons. En novembre 2010, Sevendust est annoncé aux côtés de Disturbed, Korn et In This Moment à la tournée Music As A Weapon 5. En février et mars 2011, Sevendust tourne en Australie avec Iron Maiden, Slayer, Ill Niño et Stone Sour au Soundwave Festival.

### Black Out the SunetTime Travelers and Bonfires(2012–2014)
Le 27 juin 2012, Sevendust annonce son entrée en studio pour un prochain album le 5 septembre 2012,. Ils entrent aux Architekt Music studios de Butler, New Jersey, avec l'ingénieur Mike Ferretti. Sevendust termine l'enregistrement de son album pour une sortie au début de 2013,. Lowery confirme le titre de l'album, Black Out the Sun. Sevendust annonce l'album sur leur propre label, 7Bros., le 26 mars 2013. Le single en tête de liste, Decay, est diffusé à la radio et publié le 22 janvier 2013,. Sevendust et Coal Chamber annoncent une tournée en co-tête d'affiche aux États-Unis qui commencera le 28 mars jusqu'au 28 avril 2013.
Black Out the Sun est le premier album de Sevendust atteignant la première place des classements Billboard ; il atteint le Top Hard Music Albums la première semaine après sa sortie, et devient le mieux vendu depuis l'album Alpha en 2007. Sevendust publie ensuite un autre single, Picture Perfect.
Le groupe enregistre un album acoustique au début de 2014 qu'il soutiendra avec une tournée acoustique,,. L'album est enregistré au Architekt Music de Butler, NJ. L'album, intitulé Time Travelers and Bonfires, est publié le 15 avril sur 7Bros. Records. Le 1er avril, le groupe entame sa première tournée, intitulé An Evening With Sevendust,,. Le premier single de l'album est la version acoustique de Black, diffusée le 25 mars 2014. L'album se vend à près de 15 000 d'exemplaires aux États-Unis la première semaine de sa sortie, et atteint la première place du Billboard 200.

### Kill the Flaw(depuis 2015)
En février 2015, Sevendust entre en studio pour l'enregistrement d'un nouvel album,. Le groupe termine les enregistrements en mars 2015. Sevendust nomme l'album Kill the Flaw qui est autoproduit et enregistré au studio Architekt Music de Butler, dans le New Jersey, et est publié le 2 octobre 2015 via 7Bros. Records et distribué par ADA/Warner Brothers. L'album débute à la 13e place du Billboard 200, avec plus de 21 000 exemplaires à la première semaine de sortie. Le 27 janvier 2016, le groupe annonce une tournée avec Trivium et Like a Storm,.
Sevendust est nommé en 2016 pour le Grammy Award de la meilleure prestation metal pour leur titre Thank You, mais le lauréat est remis à Ghost.
En juillet 2017, le groupe signe sur le label Rise Records.

## Membres

### Membres actuels
- Lajon Witherspoon - chant (depuis 1994)
- Clint Lowery – guitare solo, chœurs (1994–2004 ; depuis 2008)
- John Connolly – guitare (1994-2004 ; depuis 2008), guitare solo (2005-2008), chœurs (depuis 1994)
- Vince Hornsby – basse (depuis 1994)
- Morgan Rose - batterie (depuis 1994)